# Tylogonium hoelzeli
Tylogonium hoelzeli är en mångfotingart som beskrevs av Pius Strasser 1959. Tylogonium hoelzeli ingår i släktet Tylogonium och familjen Attemsiidae. Inga underarter finns listade i Catalogue of Life.